# Kerkhofkapel (Panningen)

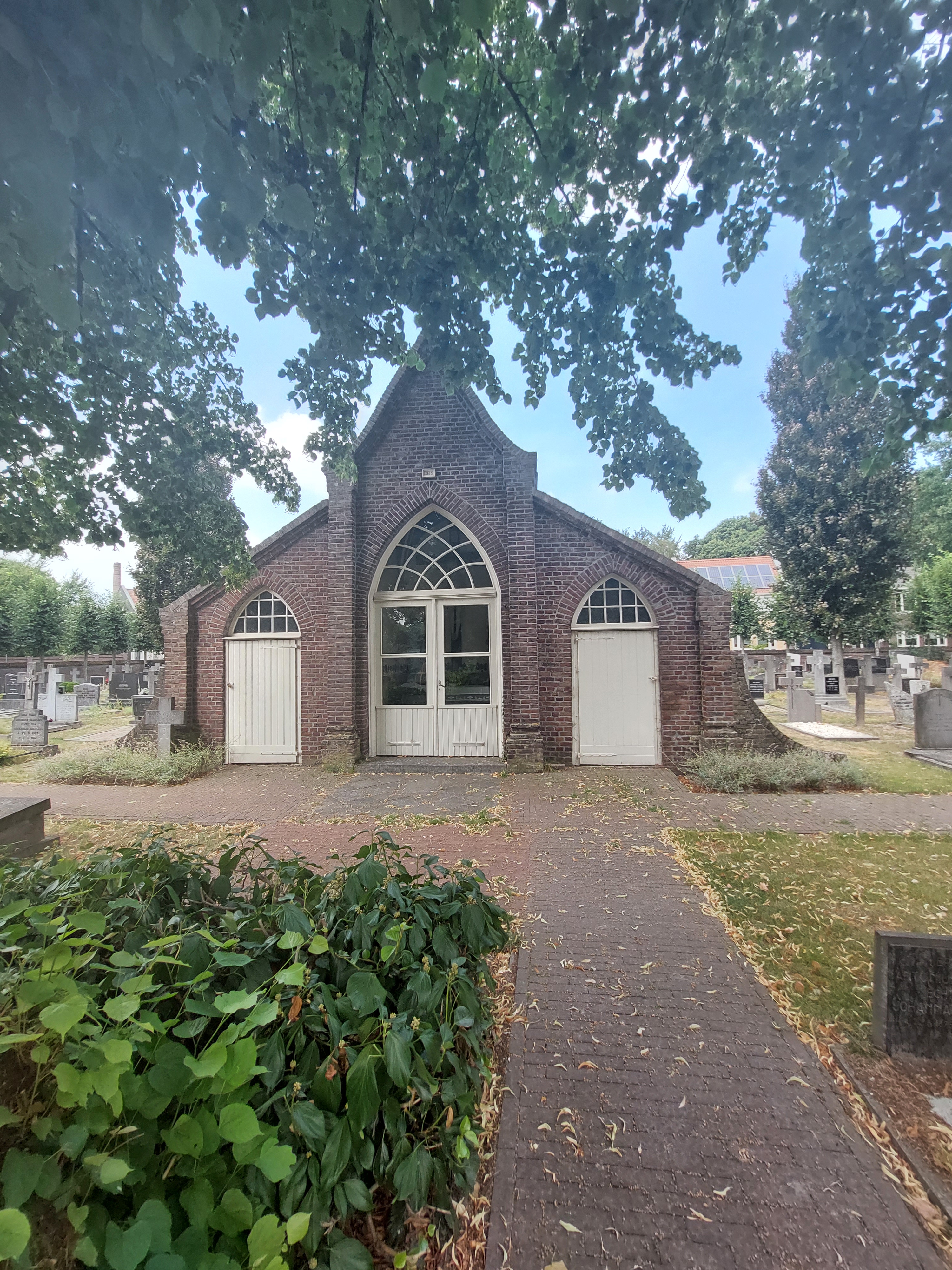
Kerkhofkapel (Panningen)

De Kerkhofkapel is een kapel in Panningen in de Nederlandse gemeente Peel en Maas. De kapel staat op een ommuurd kerkhof aan de Kerkstraat in het dorp onder een grote linde. Het kerkhof ligt ruim honderd meter ten noordwesten van de Onze-Lieve-Vrouw-van-Zeven-Smartenkerk aan de overzijde van de Kerkstraat.
De kapel is gewijd aan de heilige Maria.

## Geschiedenis
In 1844 werd het kerkhof aangelegd. In 1865 werd op het kerkhof de kerkhofkapel gebouwd.

## Gebouw
Het bakstenen gebouw bestaat uit drie delen, waarbij het middelste deel de kapel vormt en de twee buitenste delen bergruimtes. Het kapeldeel heeft een schilddak met leien en steekt boven de andere twee delen uit. De bergruimtes worden door een lessenaarsdak met pannen overkapt. De frontgevel van de kapel is een topgevel met op de top een metalen kruis. In de frontgevel zijn er op de hoeken en op de grens van de drie delen steunberen aangebracht en hebben ieder van de drie delen een spitsboogvormige opening. De toegang van de opslagruimtes wordt afgesloten met een witte rechthoekige deur met daarboven in het boogveld (timpaan) een bovenlicht. De toegang van de kapel is breder en wordt afgesloten met een dubbele glazen deur met erboven een in het boogveld (timpaan) een bovenlicht.
Van binnen is de kapel licht gestuukt en zijn er druivenguirlandes op de wanden aangebracht. Tegen de achterwand is het altaar geplaatst waarboven een calvarie gesitueerd is: op het altaar staan twee grote beelden van de heilige Maria en de apostel Johannes en aan de achterwand is een groot kruis bevestigd met daarop een corpus. Onder de kapel bevindt zich een grafkelder waar de pastoor W.F. de Roij begraven is die in 1865 stierf.